# Michael Turner (Comiczeichner)

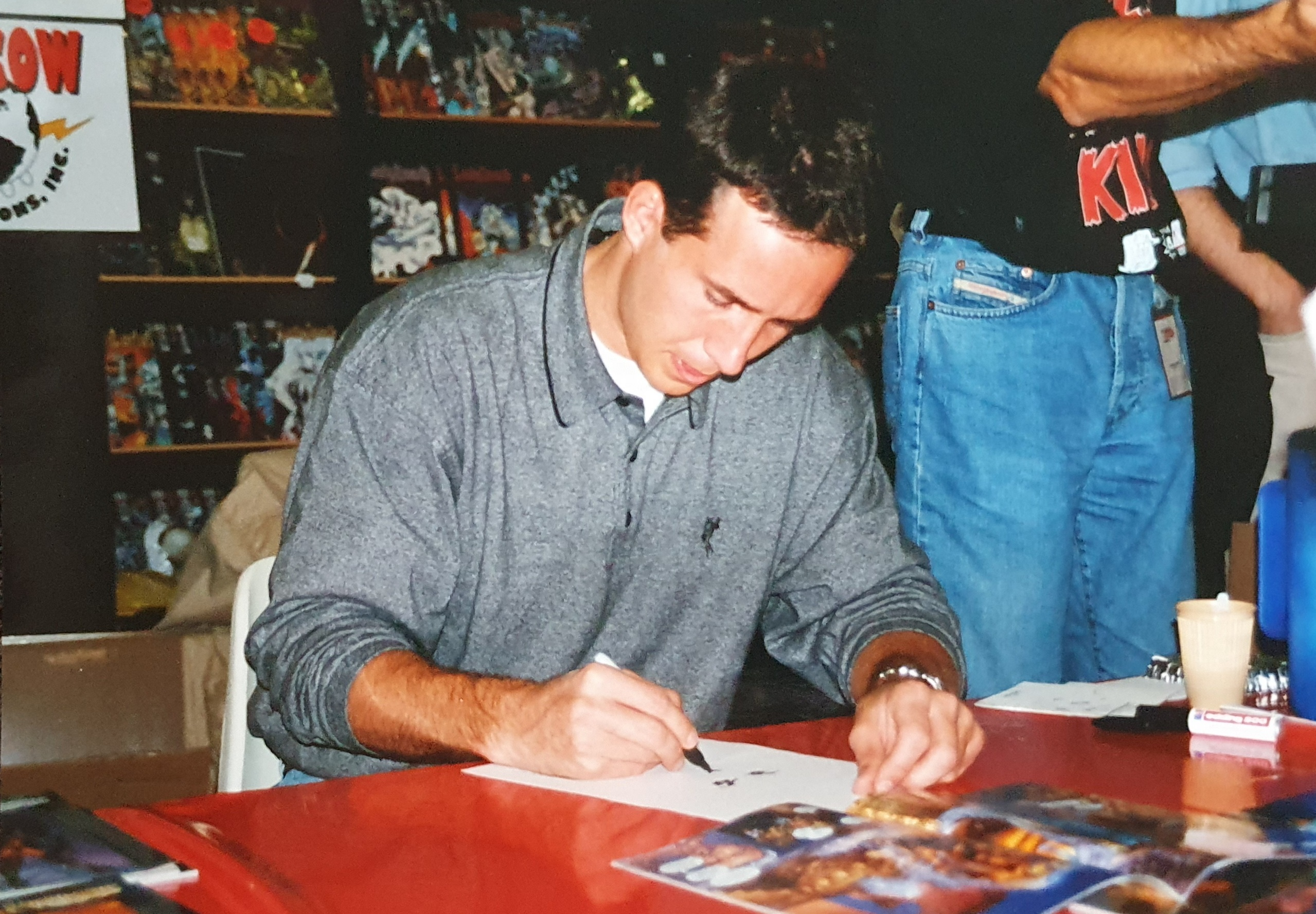
Im Jahr 1999 in Essen auf der Spielemesse

Michael Turner (* 21. April 1971 in Crossville; † 27. Juni 2008 in Santa Monica) war ein US-amerikanischer Comiczeichner, der durch seine Arbeit an Comics wie Witchblade oder Fathom bekannt wurde. Mit Aspen MLT – benannt nach der Protagonistin der Serie Fathom „Aspen Matthews“ – gründete er einen eigenen Comic-Verlag, um seine Ideen verwirklichen zu können.

## Leben und Arbeit

### Erste Arbeiten in den 1990er-Jahren
Michael Turner begann Ende der 1990er-Jahre hauptberuflich als Comiczeichner zu arbeiten, nachdem er von dem Herausgeber Marc Silvestri auf einer Comicmesse entdeckt und als Auftragskünstler für dessen Firma Top Cow Productions engagiert worden war. Nachdem er bei Top Cow zunächst als Hintergrundzeichner tätig gewesen war, entwickelte Turner als Co-Produzent die Fantasy-Reihe Witchblade mit, deren erste zwei Jahrgänge er größtenteils selbst zeichnete. 1998 präsentierte er mit Fathom die erste gänzlich von ihm selbst entwickelte Comicserie, an der er auch die Rechte hielt. Weitere Arbeiten, die er für Top Cow Productions anfertigte, waren die dreiteilige Miniserie Ballistic sowie die beiden One-Shot-Crossover Tomb Raider/Witchblade und Witchblade/Tomb Raider.

### Krankheit
Im März 2000 wurde bei Turner Knochenkrebs (Chondrosarkom) diagnostiziert. Es folgten langwierige Operationen, bei denen seine rechte Hüfte und 40 % seines Beckens entfernt wurden. Eine weitere Therapiemaßnahme war eine aufwendige, neunmonatige Strahlentherapie, die ihn zwang, sich zunächst aus dem Geschäft zurückzuziehen. In dieser Zeit arbeitete Turner nicht offiziell an Comics mit, aber entwickelte Ideen für eigene Comic-Geschichten und Charaktere und entwarf erste Skizzen für deren Aussehen. Im Juni 2008 starb Turner in einem Krankenhaus in Santa Monica, Kalifornien, im Alter von 37 Jahren an seiner Krankheit. 

### Eigene Wege
2002 gründete Turner seinen eigenen Verlag Aspen MLT (wobei MLT für seine Initialen steht: Michael Layne Turner) und verließ Top Cow, da er dort keine Möglichkeit sah, seine Ideen zu verwirklichen. Infolgedessen entwickelte sich ein Rechtsstreit an den Rechten für die Charaktere seiner Serie Fathom sowie anderer Ideen, die in der Zeit entstanden, als Turner bei Top Cow angestellt war. Top Cow behauptete, dass damit dem Verlag die Rechte an den Figuren gehörten, da Turner als Auftragszeichner tätig gewesen sei. Turner verteidigte die künstlerischen Eigentumsrechte an den Figuren jedoch in einem langen Rechtsstreit und konnte letztendlich mit Verzögerung die Serien in seinem eigenen Verlag veröffentlichen. 
Zunächst veröffentlichte er von drei Serien Preview-Hefte mit mehreren Cover-Varianten. Dazu gehörten die Serien Aspen, Soulfire und Ekos, welche nie in Serie ging. Von seiner Hauptserie Fathom sind drei Serien erschienen. Mittlerweile gibt es zu den Serien viele Spin-offs (zum Beispiel Soulfire: Dying of the Light, Fathom: Dawn of War) sowie weitere Serien, die komplett außerhalb des Fathom-Universums spielen (Shugged!, Iron and the Maiden). Zusätzlich gibt es zu vielen Heften Variantcover oder Convention Exclusives Cover, die in Deutschland schwer erhältlich sind. 
2004 ging Turner eine Verbindung mit dem Verlag DC Comics ein, für den er eine große Anzahl von Titelbildern für Comicserien wie  The Flash, Supergirl, Justice League of America und Identity Crisis anfertigte. Als Heftzeichner gestaltete Turner das Heftinnere von einigen Ausgaben der Serie Superman/Batman (#8–13). 2005 übernahm Turner für Marvel Comics eine Reihe von Aufträgen als Cover-Zeichner für Titel wie die Miniserie Civil War oder Fantastic Four. 
Die meisten seiner Arbeiten sind auch auf Deutsch erschienen und wurden vornehmlich bei Infinity veröffentlicht.

## Bibliografie der Originalwerke

### Comics
- Codename: Strykeforce #14 (Image 8/1995)
- Ballistic #1-3 (Top Cow, 1995). Miniserie in 3 Ausgaben über einen weiblichen Charakter aus der Cyberforce Serie.
- Witchblade #1-8, 10-22 & 25 (Top Cow, 1997–1998)
- Tomb Raider/Witchblade und Witchblade/Tomb Raider (Top Cow, 1997)
- Fathom (vol. 1)  #1-14 (Top Cow, 1998–2000)
- Aspen  #1-3 (Aspen MLT, 2003)
- Superman/Batman #8-13 (DC Comics, 2004)
- Soulfire #1-10 (Aspen MLT, 2004–2009, seine letzten Seiten wurden in der Nr. 8 veröffentlicht. Die Serie wurde vom Zeichner Joe Benitez nach seinem Tod vollendet).